# Toire no Hanako-san (folclore)
Hanako-san (花子さん?) è un personaggio del folclore giapponese nonché di una leggenda metropolitana molto popolare tra i bambini e gli adolescenti. Quest'ultima narra di una bambina di nome Hanako il cui fantasma infesterebbe le toilette delle scuole giapponesi e, per questo motivo, è meglio nota come toire no Hanako-san (トイレのはなこさん? "Hanako-san della toilette").

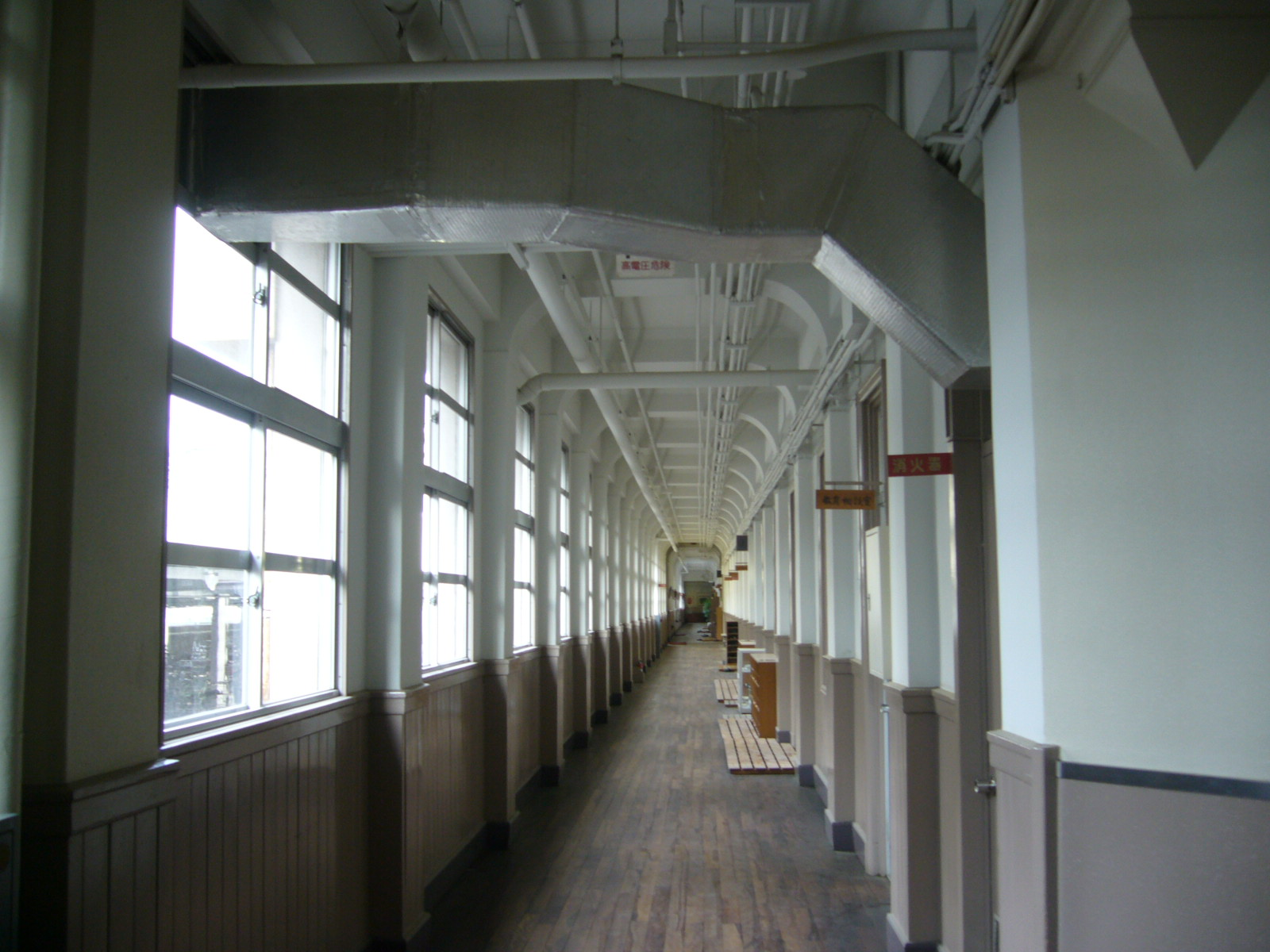
L'interno di una scuola giapponese

La leggenda di Hanako è famosa e diffusa in tutto il Giappone, e ogni scuola del Paese ha la propria versione, facendo sì che l'aspetto della bambina cambi notevolmente da racconto a racconto: la versione più famosa la descrive, comunque, come una studentessa delle elementari dalla carnagione pallida e dai capelli a caschetto, che indossa un'uniforme scolastica con una gonna rossa.
Secondo la leggenda, Hanako è solita infestare la terza cabina della toilette situata al terzo piano delle scuole elementari giapponesi.

## La leggenda
La leggenda di Hanako è famosa e diffusa in tutto il Giappone, tant'è che ogni scuola del Paese ne possiede una propria versione, ognuna delle quali presenta particolari e dettagli, ad esempio l'aspetto della bambina o il suo comportamento, che cambiano notevolmente di luogo in luogo.
Secondo la leggenda Hanako appare esclusivamente all'interno delle toilette femminili, di solito nella terza cabina della toilette situata al terzo piano delle scuole elementari giapponesi — anche se in alcune versioni la cabina è la quarta — e per questo le sue vittime sarebbero soprattutto le studentesse che si recano al bagno da sole. Si può richiamare la sua attenzione bussando per tre volte alla porta, chiamando il suo nome e facendole una domanda. Spesso le viene chiesto: «Sei lì, Hanako-san?». Se Hanako è in quel bagno, allora si udirà una debole voce rispondere: «Sì, sono qui». In altre versioni la domanda da porre è: «Hanako-san, giochiamo?». Una volta evocata, Hanako tenterà di trascinare la malcapitata vittima dentro il bagno, portandola con sé all'inferno; tuttavia sembra essere per lo più innocua e, in alcune versioni, è paragonata più a una mascotte soprannaturale piuttosto che a un mostro di cui avere timore. Inoltre è possibile evitare di imbattercisi se ci si tiene alla larga dalla cabina in cui si è rinchiusa o, una volta incontrata, è possibile calmarla mostrandole i buoni voti presi a scuola. Secondo una versione alternativa della storia Hanako proteggerebbe gli studenti della scuola da altri fantasmi infestatori delle toilette.
L'origine della leggenda risente altresì delle numerose versioni, ma la maggior parte di esse concorda sul fatto che Hanako sarebbe il fantasma di una bambina morta a scuola in seguito a un suicidio, uccisa dai genitori dopo che questi ebbero abusato di lei, uccisa da un assassino introdottosi nella scuola o perché vittima di un episodio di bullismo. Secondo un'ulteriore versione, Hanako sarebbe morta nelle toilette della scuola nella quale si era nascosta giocando a nascondino a causa di un bombardamento durante la seconda guerra mondiale.
Una possibile spiegazione psicologica dell'origine della leggenda è data dallo stress e dalla pressione che gli studenti giapponesi patiscono durante il periodo scolastico, che in questo caso sarebbero personificati nella figura inquietante di Hanako, cui sarebbero legati anche episodi importanti e potenzialmente traumatici della vita delle ragazzine, come ad esempio l'arrivo del primo ciclo mestruale.

### Versioni alternative e leggende correlate
In una versione alternativa, Hanako-san appare senza nessun preavviso quando si finisce la carta igienica del rotolo, domandando: «Preferisci carta rossa o carta blu?». Nella prima scelta si va incontro a una morte violenta, mentre se si opta per il blu, si va incontro a una morte per strangolamento o dissanguamento. Questa versione ha molti elementi in comune con un'altra leggenda giapponese, Aka manto (赤マント? "Mantello rosso"), incentrata su uno spirito maligno mascherato che infesta i bagni pubblici e le toilette in cerca di potenziali vittime.
A Utsunomiya, nella prefettura di Tochigi, occorre recarsi alla terza cabina della toilette al terzo piano, chiamare il suo nome tre volte, finire la carta igienica e tirare lo sciacquone affinché Hanako appaia. A Yokohama, nelle prefettura di Kanagawa, lo spettro rinchiuso nel bagno è quello di un ragazzo di nome Yōsuke (oppure Tarō o anche Shirō, a seconda delle versioni); se si chiama il suo nome o quello di Hanako per tre volte, dal water fuoriesce una mano insanguinata.
Un esempio di come la leggenda possa cambiare radicalmente da luogo a luogo è data dalla versione diffusa nella prefettura di Yamagata, secondo la quale Hanako è una lucertola lunga tre metri con tre teste, che attira le proprie vittime usando la voce di una bambina.
Infine una leggenda simile è quella di Rieko Kashima, un fantasma senza gambe che infesterebbe le toilette in cerca dei suoi arti inferiori perduti.

## Contesto culturale
Il fatto che Hanako-san non sia l'unica leggenda ambientata all'interno delle toilette giapponesi si deve alla credenza popolare giapponese che gli spiriti maligni o i fantasmi sarebbero soliti abitare nella stanza più piccola dell'edificio, oltre al fatto che le toilette in Giappone sono generalmente situate nell'angolo più buio, sempre per motivi riconducibili a superstizioni che traggono origine dal folclore e dalla religione giapponesi. Un altro motivo sta nella credenza che vede la figura del pozzo, cui lo scarico della toilette può essere accostato, come la materializzazione del luogo tramite il quale i morti si possano mettere in contatto con i vivi, ma anche la presenza dell'acqua come elemento comune rappresenterebbe un'ipotesi plausibile.

## Impatto culturale
Hanako-san è la protagonista di una delle leggende metropolitane giapponesi più moderne e, secondo lo scrittore Bintarō Yamaguchi, è stata una delle figure più importanti durante il boom delle storie di fantasmi degli anni novanta del XX secolo. La popolarità di queste storie tra gli studenti delle elementari giapponesi ha portato a casi di disfunzione della vescica in alcuni soggetti che, per timore di recarsi alla toilette, evitavano per tutto il corso della giornata scolastica di espletare i propri bisogni.

### Nei media

#### Film
- 1995 - Toire no Hanako-san di Jōji Matsuoka
- 1996 - Toire no Hanako-san
- 1998 - Shinsei toire no Hanako-san di Yukihiko Tsutsumi
- 2013 - Toire no Hanako-san: shin gekijō-ban di Masafumi Yamada

#### Anime
- 1994 - Gakkō no kowai uwasa: Hanako-san ga kita!! di Tetsuo Yasumi
- 2010 - Gakkō no kowai uwasa: shin Hanako-san ga kita!!
- 2013 - Yamishibai (episodio 10 - Tsuki "La luna")
- 2016 - Toshi Densetsu Series (episodio 1)
- 2020 - Jibaku-Shōnen Hanako-kun di Aida Iro